# Bari Sardo
Bari Sardo is een gemeente in de Italiaanse provincie Nuoro (voormalig: Ogliastra) (regio Sardinië) en telt 3.837 inwoners (01-01-2023). De oppervlakte bedraagt 37,53 km², de bevolkingsdichtheid is 103 inwoners per km².
De volgende frazioni maken deel uit van de gemeente: Cea, Torre di Barì.

## Demografie
Het aantal inwoners daalde in de periode 1991-2004 met 185 inwoners volgens cijfers uit de tienjaarlijkse volkstellingen van ISTAT. sinds 2004 werden er nieuwe tellingen gehouden, het aantal inwoners is in vergelijking met de telling van 2004 met 6 inwoners gedaald tot 2011. In 2011 stijgt het inwonertal terug tot 2018. sinds 2018 stijgt het inwonertal terug met jaarlijks kleine stijgingen in het aantal inwoners. Er is sprake van een toename van het aantal inwoners in Bari Sardo.
| Jaar | Inwoneraantal |
| ---- | ------------- |
| 1991 | 4.071         |
| 2004 | 3.886         |
| 2006 | 3.880         |
| 2011 | 3.938         |
| 2018 | 3.993         |
| 2022 | 3.835         |
| 2023 | 3.837         |

## Geografie
Bari Sardo grenst aan de volgende gemeenten: Cardedu, Ilbono, Lanusei, Loceri, Tortolì.

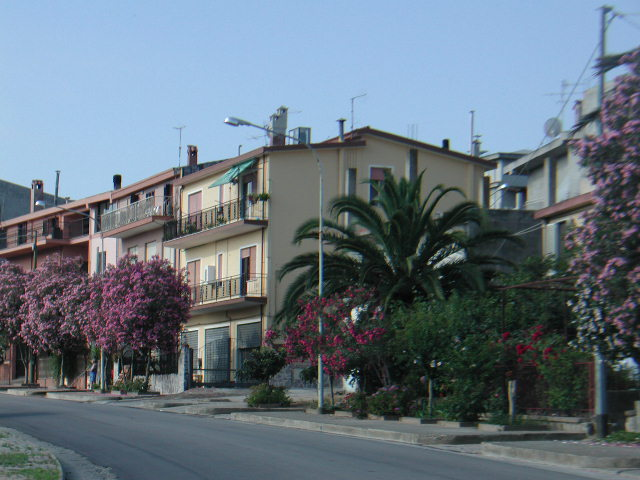

Arzana · Bari Sardo · Baunei · Cardedu · Elini · Gairo · Girasole · Ilbono · Jerzu · Lanusei · Loceri · Lotzorai · Osini · Perdasdefogu · Seui · Talana · Tertenia · Tortolì · Triei · Ulassai · Urzulei · Ussassai · Villagrande Strisaili